# Panoz LMP-1 Roadster-S
Panoz LMP-1 Roadster-S – samochód wyścigowy skonstruowany i używany w latach 1999–2002 przez amerykańską markę Panoz. Pojazd ten, uczestniczył w wyścigowej klasie GT1 w FIA, najlepszej w tamtych latach. Powstał w kilku egzemplarzach. Projekt stworzył Andy Thorby. Do napędu użyto jednostki V8 6,0 l OHV 16v/2 zawory cylinder, skonstruowaną przez Élan Power Products, generującą moc maksymalną 620 KM przy 7200 obr./min. Koła stworzyło Michelin, ich wymiary wynoszą – (f) 33/65-18, (r) 37/71-18. Pojazd jest bez drzwi, ponieważ typ nadwozia to roadster. Maksymalny moment obrotowy wynosi 538 Nm przy 6500 obr./min. Napęd przenoszony jest na tylną oś poprzez 6-biegową sekwencyjną skrzynię biegów. Osiągi wersji LMP-1 Roadster-S są nieznane.

## LMP–1 Evo (LMP01 Evo)

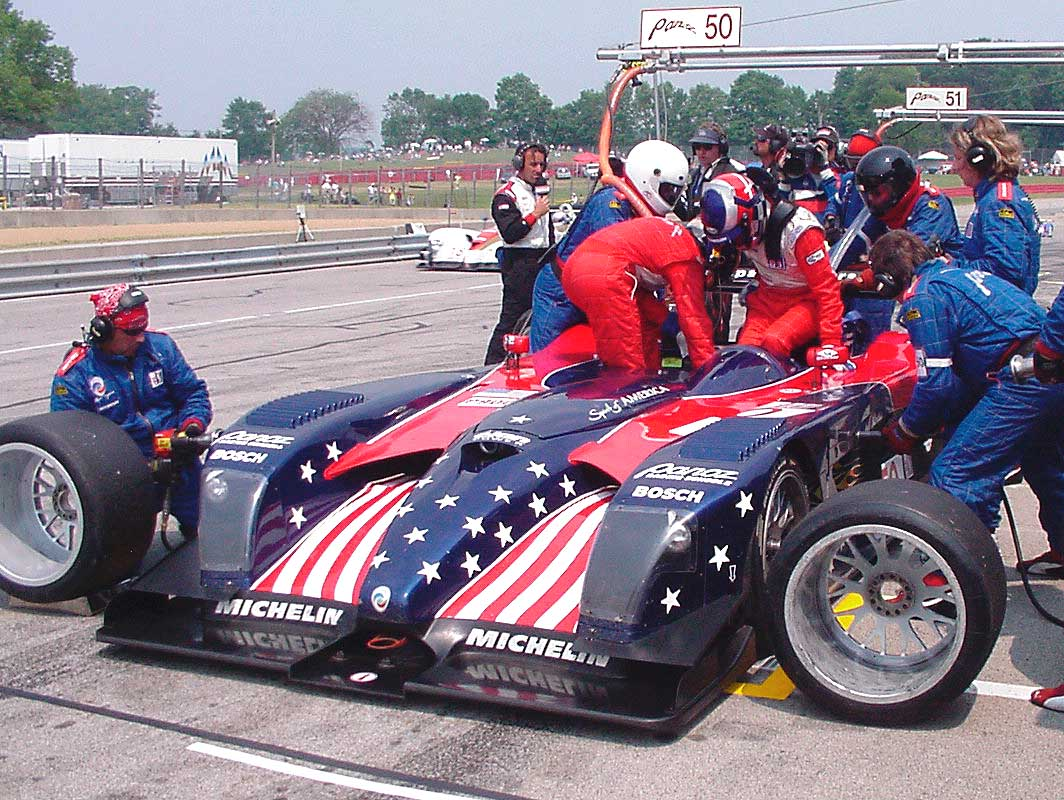
Panoz LMP01 Evo

Panoz LMP–1 Evo, znany również jako Panoz LMP01 Evo – zmodyfikowana wersja LMP-1 Roadster-S skonstruowana w 2002 r. Startował na American Le Mans Series (ALMS) w 2002 r. Powstało kilka sztuk pojazdu. Do napędu użyto identycznej jednostki, jakiej użyto do modelu LMP-1 Roadster-S, czyli V8 6,0 l OHV 16v/2 zawory cylinder, generującą moc maksymalną 620 KM, lecz z wyższym obr./min – 7250 obr./min. Napęd (tak samo jak w wersji LMP-1 Roadster-S) przenoszony jest na tylną oś poprzez 6-biegową sekwencyjną skrzynię biegów. Zmodyfikowano wymiary pojazdu, szerokość wynosi 1996,44 mm (78,6 cala), wysokość 1069,34 mm (42,1 cala), długość 4648,2 mm (183 cali), rozstaw osi 2748,28 mm (108,2 cala), waga 900 kg. Ramę wykonano z włókna węglowego. Przyspieszenie 0–100 km/h (0–60 mph) wynosi 2,28 s, zaś przyspieszenie 0–160 km/h 4,44 s. Konstrukcja modelu, została wykorzystana do wyprodukowania następcy modelu – Panoz LMP07. Prześwit z przodu to 1.93Ã, Â ¡Ã, Â, zaś z tyłu 2.48Ã, Â ¡Ã, Â.

## Dane techniczne

### Panoz LMP-1 Roadster-S

#### Silnik
- V8 6,0 l OHV 16v/2 zawory cylinder, Élan Power Products
- Maksymalny moment obrotowy: 538 Nm przy 6500 obr./min
- Moc maksymalna: 620 KM przy 7200 obr./min

#### Osiągi
- Prędkość maksymalna: b/d
- Przyspieszenie 0-100 km/h: b/d

### Panoz LMP–1 Evo (LMP01 Evo)

#### Silnik
- V8 6,0 l OHV 16v/2 zawory cylinder, Élan Power Products
- Maksymalny moment obrotowy: b/d
- Moc maksymalna: 620 KM przy 7250 obr./min

#### Osiągi
- Prędkość maksymalna: b/d
- Przyspieszenie 0-100 km/h: 2,28 s
- Przyspieszenie 0-160 km/h: 4,44 s